# Howondaland
Howondaland är ett fiktivt geografiskt område skapat av Terry Pratchett.

## Grundläggande fakta
Howondaland ligger på Skivvärlden, på kontinenten Klatsch. Den är till stor del bestående av djungel och en del av denna upptas av Tezumanska imperiet.